# Lonja (Sisak)
Lonja je selo u sastavu grada Siska u Sisačko-moslavačkoj županiji, na lijevoj obali rijeke Save.

## Povijest
Prema povijesnim izvorima posjed Ustilonja postoji već u 14.stoljeću, a predij i naselje Ustilonja spominje se na prelasku 15./16.st., dakle prije turskih osvajanja ovoga područja, u sastavu vlastelinstva Totuševine (Topolovca), Hrvatska velikaška obitelj Ugrinići godine 1526. dobivaju vlastelinstvo Ustilonja, ali ga zbog nezaustavljivog prodora Turaka moraju ga kasnije napustiti. Radi daljnje obrane od Turaka velikaška obitelj Keglevići, koja je imala svoje posjede sa suprotne strane rijeke  Save na mjestu utoka  Lonje u Savu godine 1538. podižu drvenu utvrdu kao predstražu kaštelu u Sisku. Tvrđava je osvojena i razorena u borbama s Turcima godine 1552. Zbog turskih osvajanja stanovništvo napušta naselje bježeći u sigurnije, zapadne krajeve. 
| broj stanovnika | 573   | 600   | 614   | 698   | 727   | 725   | 720   | 643   | 506   | 553   | 512   | 432   | 302   | 183   | 174   | 111   | 83    |
|                 | 1857. | 1869. | 1880. | 1890. | 1900. | 1910. | 1921. | 1931. | 1948. | 1953. | 1961. | 1971. | 1981. | 1991. | 2001. | 2011. | 2021. |

Fusnota: Lonja u 1857. iskazano pod imenom Stara Lonja.